# Palais royal !
Pour les articles homonymes, voir Palais royal.
Pour plus de détails, voir Fiche technique et Distribution.
Palais royal ! est une comédie française réalisée par Valérie Lemercier, sortie en 2005.

## Synopsis
Deuil national : le roi André, très apprécié de ses sujets, meurt dans un accident d'hélicoptère. Cette tragédie va bouleverser la vie d'Armelle, orthophoniste aux habitudes simples et épouse d'Arnaud, le fils cadet du roi, un prince désinvolte et volage. En effet, la reine Eugénia exhume, avec l'aide du grand chambellan René-Guy, une vieille charte du Moyen Âge qui exclut de la succession le prince héritier Alban, fils aîné du roi, au motif qu'il est encore célibataire et sans enfant. Bien que peu préparé, Arnaud est donc appelé à monter sur le trône et Armelle doit quitter du jour au lendemain son cabinet et ses patients pour se plier aux obligations qu'impose son nouveau statut.
D'un naturel aimable et serviable mais réservé, la future reine improvisée ne parvient pas à se conformer à la rigidité protocolaire et la représentation permanente qu'on exige d'elle. La médiatisation excessive qui entoure désormais sa famille, la rudesse de sa belle-mère, la découverte de l'adultère de son mari et un entartage malencontreux finissent par avoir un effet brutal. La gentille Armelle se mue progressivement en princesse retorse et manipulatrice qui n'a plus qu'une obsession : tout faire pour nuire à la famille royale.

## Fiche technique
Sauf indication contraire, les informations mentionnées dans cette section peuvent être confirmées par la base de données cinématographiques IMDb,  présente dans la section « Liens externes ».
- Titre original et québécois : Palais royal !
- Réalisation : Valérie Lemercier
- Scénario : Valérie Lemercier et Brigitte Buc
- Musique : Bertrand Burgalat
- Décors : Jacques Bufnoir
- Costumes : Catherine Leterrier
- Photographie : James Welland
- Son : Jean Minondo, Roman Dymny, Olivier Goinard, Daniel Sobrino, Vincent Vatoux
- Montage : Luc Barnier
- Production : Édouard Weil
  - Production déléguée (Belgique) : Michel de Wouters et Christine Tinlot
  - Production associée : Jean Coulon
  - Coproduction : Xavier Marchand et Jane Moore
- Sociétés de production[1] : Rectangle Productions, présenté par Gaumont, en coproduction avec Les Films du Dauphin, TF1 Films Production, Palais Productions Ltd. et De L'Huile
- Sociétés de distribution[2] : Gaumont (France) ; Elysée Filmverleih (Belgique) ; Equinoxe Films (Québec) ; Pathé Films AG (Suisse romande)
- Budget : 14,01 millions d’ €[3]
- Pays de production :  France
- Langue originale : français
- Format[4] : couleur - 35 mm - 2,35:1 (CinémaScope) - son Dolby Digital, Dolby
- Genre : comédie
- Durée : 110 minutes
- Dates de sortie[5] :
  - France : 7 octobre 2005 (Dinard Festival du film Britannique) ; 8 octobre 2005 (Festival international du film indépendant de Bordeaux) ; 11 novembre 2005 (Festival du film de Sarlat) ; 23 novembre 2005 (sortie nationale)
  - Belgique, Suisse romande : 23 novembre 2005[6],[7]
  - Québec : 26 mai 2006[8]
- Classification[9] :
  - France : tous publics[10]
  - Belgique : tous publics (Alle Leeftijden)[6]
  - Suisse romande : interdit aux moins de 7 ans[11]
  - Québec : tous publics (G - General Rating)[8]

## Distribution
- Valérie Lemercier : princesse Armelle
- Lambert Wilson : prince Arnaud
- Catherine Deneuve : reine Eugénia
- Michel Aumont : René-Guy
- Mathilde Seigner : Laurence
- Denis Podalydès : Titi
- Michel Vuillermoz : prince Alban
- Gisèle Casadesus : reine mère Alma
- Gilbert Melki : Bruno, le coach
- Maurane : elle-même
- Véronique Barrault : Frédérique Dianausoa, la journaliste de Londres
- Étienne Chicot : le photographe Olah !
- Pierre Vernier : ambassadeur au Royaume-Uni
- Franck de Lapersonne : le ministre de la Santé
- Michel Fortin : le premier paparazzi Ikéa
- Fanny Florido : Élodie
- Jacqueline Vandevelde : Bricka
- Manon Chevallier : princesse Clémence
- Pauline Serieys : princesse Constance
- Philippe Beglia : le commerçant de la chemiserie pour hommes
- Didier Bénureau : le prêtre de la cathédrale
- Vincent Grass : Monsieur Lamache, un téléspectateur
- Catherine Claeys : Madame Lamache, une téléspectatrice
- Gilles David : le journaliste à la sortie de l'école
- Hubert Saint-Macary : le directeur de la maison de retraite
- Alexandra Charles : Françoise, l'esthéticienne
- Brigitte Buc : l'assistante orthophonie
- Nanou Garcia : la mère de Bérangère
- Alexandra Martinez : Bérangère, la petite fille orthophonie
- Chick Ortega : le deuxième paparazzi Ikéa
- Jeupeu : l'arrangeur studio
- Frédéric Papalia : le petit garçon à la journée portes ouvertes
- Michel de Warzée : le directeur BJB
- Jim-Adhi Limas : l'employé de l'hôtel Sri Lanka
- Pamela Ruddock : la vendeuse Shetlands
- Nicole Duret : la gouvernante du palais
- Noël Godin : l'entarteur
- Yves Claessens : l'assistant entarteur
- Paul Osborne : l'officier à l'aéroport militaire
- Marie Mergey : la dame à l'Eurostar
- Catherine Hosmalin : la dame à la journée portes ouvertes
- Patrick Massieu : le monsieur à la journée portes ouvertes
- Éric De Staercke : le brasseur de bière
- Alain Berger : le médecin de l'hôpital
- Jonathan Lambert : l'infirmier du don du sang
- Tapa Sudana : le traducteur Sri-Lanka
- Kelyan Baillargeau : le fils de Bruno
- Hiroshi Ichikawa : l'empereur du Japon
- Catherine Eckerle : l'impératrice du Japon
- Colin Miller : le sosie de Pavarotti
- Michel Elias : le récitant TV
- Joseph Lemercier : le comte Van de Couque, père de la princesse Armelle
- Paul Pinto : l'ami du Polo

## Production

### Tournage
- Le tournage s'est déroulé à Bruxelles et Malines (Belgique), Paris, Serre Chevalier et Villiers-sur-Marne (France), Londres (Royaume-Uni).
- C'est le château de Chantilly qui a servi de cadre aux scènes intérieures du palais royal (bibliothèque, appartements du duc d'Aumale, galerie Daumet, galerie des Actions, etc.).
- C'est le château de Compiègne qui a servi aux scènes extérieures du palais royal, notamment la scène où des bouquets de fleurs sont déposées devant le palais royal lors du décès d'Armelle.

## Musique
Sauf indication contraire, les informations mentionnées dans cette section peuvent être confirmées par le générique de fin de l'œuvre audiovisuelle présentée ici, ainsi que par la base de données cinématographiques IMDb,  présente dans la section « Liens externes ».

### Musiques préexistantes
- Samuelina Tahija est l'interprète au piano du court thème récurrent, intitulé Retirés et joué dans le film[12]. Cet air traditionnel russe a connu de nombreuses interprétations au piano venant de particuliers, et diffusées en vidéo sur Internet[13].
- Donna Hightower - This World Today Is A Mess

## Accueil

### Box-office
- À sa sortie,  Palais royal ! réalise un box-office de 2 762 386 entrées en vingt semaines, soit 17 065 767 $ de recettes[14]. Le film est à la douzième place des meilleures entrées du cinéma français de l'année 2005, loin derrière d'immenses succès comme  Harry Potter et la Coupe de Feu, Star Wars, épisode III : La Revanche des Sith, le premier film Le Monde de Narnia, Brice de Nice et Charlie et la Chocolaterie.
- Box-office France : 2 596 023 entrées[15]

## Distinctions
Entre 2006 et 2012, Palais royal ! a été sélectionné 10 fois dans diverses catégories et n'a remporté aucune récompense,.

### Nominations
- César 2006 : 
  - Meilleure actrice pour Valérie Lemercier,
  - Meilleure actrice dans un second rôle pour Catherine Deneuve.
- NRJ Ciné Awards 2006 : Meilleur film "qui fait rire".
- Raimu de la comédie 2006 :
  - Meilleur film de comédie,
  - Meilleure comédienne pour Valérie Lemercier,
  - Meilleur comédien pour Lambert Wilson,
  - Meilleur comédien dans un second rôle pour Michel Aumont,
  - Meilleur scénario pour Valérie Lemercier et Brigitte Buc,
  - Meilleure mise en scène pour Valérie Lemercier.
- Champs-Élysées Film Festival 2012 : Le clin d'oeil à Lambert Wilson pour Valérie Lemercier.

## Analyse

### Inspiration politique
Pour concevoir le scénario, l'environnement et les personnages, Valérie Lemercier s'est inspirée de faits divers ou historiques. Le scénario se déroule au cœur d'une monarchie calquée sur les monarchies constitutionnelles européennes.
En ce sens, plusieurs scènes de cette fiction représentent une évocation de situations rencontrées ou susceptibles d'être rencontrées au sein de ces monarchies davantage qu'une reconstitution ou une parodie.
Par exemple :
- René-Guy est le grand chambellan de la reine et du roi défunt.
- Bien que le film ne dévoile pas le château dans son intégralité, l'architecture du bâtiment renvoie aux palais construits en Belgique ou en République tchèque.
- Le personnage incarné par Valérie Lemercier emprunte de nombreux traits à Lady Diana (infidélités dans le couple longuement relatées dans la presse, manipulation retorse des médias, relations conflictuelles avec la reine, forte popularité, destin tragique avec une mort accidentelle) et d'autres à la princesse Mathilde de Belgique (ancienne orthophoniste, habitudes de vie simples, accent belge dans certaines répliques).
- La reine Eugénia, incarnée par Catherine Deneuve, rappelle sans conteste la princesse Grace de Monaco tant physiquement que par ses tenues vestimentaires.
- Le roi André, qu'on aperçoit furtivement dans les reportages de télévision, ressemble à s'y méprendre au roi Albert II de Belgique.
- La présence de Maurane et de Noël Godin évoque sans conteste le royaume de Belgique.
- Le 15 novembre, date de la journée portes ouvertes du palais, est la date de la fête du Roi en Belgique.